# Nina Ricci

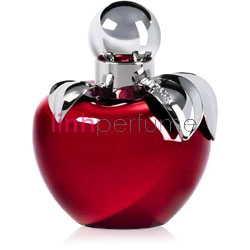
Profumo Nina Ricci

Nina Ricci è il brand di una maison di moda fondata a Parigi da Maria "Nina" Ricci e dal figlio Robert nel 1932.

## Storia
Nina Ricci disegnava abiti mentre Robert si occupava del lato manageriale dell'azienda (amministratore degli affari e delle finanze). Nina lavorava con i tessuti direttamente sui manichini, senza particolare bisogno di fare schizzi dei propri abiti, in modo da garantire una forma perfetta una volta finito il lavoro. I prodotti di Nina Ricci divennero presto conosciuti per la loro raffinatezza, romanticismo e femminilità.
Nel 1945, alla fine della guerra, gli stilisti erano ricercati per ristabilire l'infatuazione delle donne per la moda e, quindi, per contribuire alla restaurazione post-bellica. Robert Ricci ebbe un'idea che Lucien Lelong, Presidente della Camera francese, mise in atto. Più di 150 manichini di 40 maison parigine, incluse Balenciaga e Madame Grès, furono vestiti e messi in mostra al Louvre. Dopo un grandissimo successo riscosso a Parigi, la mostra fu mandata in tour per l'Europa e negli Stati Uniti.
Nel 1946 Robert creò la sua prima fragranza, Coer Joie, seguita nel 1948 dalla seconda, L'Air du temps che diventerà la profumazione più famosa della casa e continua tuttora ad essere al top della classifica di vendite.
Nei primi anni cinquanta Nina Ricci era prossima ai 70 anni e lentamente cessò il suo ruolo principale di designer all'interno della casa da lei fondata. Suo figlio scelse così un nuovo designer nel 1954, il belga Jules-Francois Crahay. Crahay lasciò Ricci nove anni dopo (nel 1963) per passare a Lanvin, e fu rimpiazzato immediatamente da Gerard Pipart che aveva lavorato da Balmain, Fath e Jean Patou prima del suo nuovo posto di lavoro. Pipart continuò a portare avanti il nome Ricci con bellissimi ed eleganti vestiti.
Alla morte di Maria Ricci nel 1970, Crahay fu messo a capo della maison. Robert continuò ad eccellere nel campo dei profumi e della contabilità fino alla sua morte nel 1988. Nathalie Gervais fu capo-progettista per diversi anni, presentando l'ultima sua collezione nell'autunno 2001. Nel maggio 2002 lo stilista statunitense James Aguiar prese il comando e disegnò per due stagioni le collezioni della maison. Nel 2003 Lars Nilsson prese il posto di Aguiar nonostante i pronostici dei critici. Nilsson fece una completa rivoluzione e nei primi mesi del 2006 annunciò che lo stilista emergente Olivier Theyskens, che aveva lavorato per Rochas, avrebbe preso il comando dell'etichetta Nina Ricci. Con la primavera del 2010, lo stilista Peter Copping è subentrato alla direzione creativa della maison.